# Рогла
Рогла (словен. Rogla) — поселення в общині Зрече, Савинський регіон, Словенія. 
Висота над рівнем моря: 1517 м.